# Krešimir Kordić
Krešimir Kordić (Mostar, 3. rujna 1981.), bosanskohercegovački nogometaš, koji je igrao na poziciji napadača. Debitirao je s nepunih 19 godina za svoj matični klub HŠK Zrinjski Mostar s kojim je osvojio 3 naslova prvaka Bosne i Hercegovine. Isto tako, sa 75 postignutih golova drugi je najbolji strijelac u povijesti HŠK Zrinjski iz Mostara. Poslije sezone 2009-10 potpisao je za najtrofejniji slovački klub ŠK Slovan iz Bratislave s kojim već u prvoj sezoni osvaja duplu krunu postigavši 5 golova. U Slovačkoj je kratko još igrao za DAC iz Dunajske Strede odakle se vraca i potpisuje za NK Široki Brijeg s kojim osvaja Kup Bosne i Hercegovine. Zadnje dvije sezone karijere odigrao je za HŠK Zrinjski iz Mostara osvojivši naslov prvaka Bosne i Hercegovine postavši time jedan od najtrofejnijih igrača iz Bosne i Hercegovine s osvojena 4 naslova prvaka i dva kupa. Osim toga, trenutno drži 5. mjesto najboljih strijelaca Premier lige Bosne i Hercegovine od njenog osnutka. Pored toga, jedan je od četvorice nogometaša u Bosni i Hercegovini koji su zabili više od 100 pogodaka u službenim natjecanjima pod okriljem NFS BiH.

## Karijera
Karijeru je započeo u mostarskom Zrinjskom za koji je igrao u više navrata. Igrao je zatim za NK Hrvatski dragovoljac, NK Zadar, NK Posušje i NK Široki Brijeg, te dva slovačka kluba ŠK Slovan i DAC Dunajská Streda. Najbolji je strijelac Zrinjskog u klupskoj povijesti.

## Vanjske poveznice
- Profil na transfermarkt.de